# Georgina Leonidas
Georgina Leonidas (Londen, 28 februari 1990) is een Brits actrice die in haar eigen land vooral bekend is van haar rollen als Miss Molly in The Basil Brush Show en als Cosette in Les Misérables, een rol die ze in 1995 en 1996 op de Londense podia vertolkte.
In december 2007 werd bekendgemaakt dat Leonidas de rol van Katja Bell zal gaan spelen in Harry Potter en de Halfbloed Prins, de zesde film uit de Harry Potter-reeks.